# Anna Borowiec
Anna Borowiec-Matyjaszkiewicz (ur. 7 stycznia 1937) – polska aktorka.

## Życiorys
W 1960 roku ukończyła studia w Państwowej Wyższej Szkole Teatralnej w Warszawie. W teatrze zadebiutowała 5 czerwca 1961 roku. Obecnie jest aktorką Teatru Kwadrat w Warszawie. Widzowie znają ją głównie z serialu Barwy szczęścia, gdzie wcielała się w postać Haliny Marczak.

## Filmografia
- 1973: Wielka miłość Balzaka (odc. 2)
- 1997−2008: Klan jako matka przełożona zakonu Sióstr Misjonarek
- 1999: Graczykowie jako Maria (odc. 4)
- 2004−2008: Pierwsza miłość jako kelnerka w pizzerii
- 2005−2007: Samo życie jako kobieta w muzeum (odc. 474 i 475); sąsiadka Rowickich (odc. 687); Elżbieta Piekarczyk
- 2005−2007: Plebania jako Tolakowa
- 2005: Pensjonat pod Różą jako pani Mazurek, gość pensjonatu (odc. 52 i 53)
- 2005: Boża podszewka II jako kobieta (odc. 12)
- 2006: Magda M. jako kobieta w sklepie (odc. 25); klientka Wojtka (odc. 37)
- 2006: M jak miłość jako pani Helenka (odc. 436, 438)
- 2006: Egzamin z życia jako sąsiadka Rudnickiego (odc. 55)
- 2007: Mamuśki jako klientka Wasilewska
- 2007–2015: Barwy szczęścia jako Halina Marczak, matka Jerzego
- 2008: Teraz albo nigdy! jako klientka apteki (odc. 20)
- 2008: Mała wielka miłość jako starsza pani
- 2010: Na dobre i na złe jako Zuzanna (odc. 339)
- 2010: Czas honoru jako przedwojenna właścicielka lokalu Eden (odc. 39)
- 2012: Komisarz Blond i Oko sprawiedliwości jako matka Janka
- 2014: Prawo Agaty jako pani Ewa (odc. 57)
- 2014: Ziarno prawdy jako starsza pani
- 2014: Komisarz Alex jako Julia Kryńska, matka Boyka (odc. 70)
- 2016: Na dobre i na złe jako Maria Kuznowicz (odc. 630)

Spektakle
- 1977: Honor bez motywów jako Rózia
- 1977: Czy pan nie rozumie? To pomyłka! jako Jean Garland
- 1974: Urodziny pana Karola jako koleżanka
- 1974: Komunikatywność − obsada aktorska
- 1969: Noc w klostertal jako panna Berger
- 1969: Bracia Karamazow − obsada aktorska